# Gauss-Bonnets sats
Gauss-Bonnets sats är ett resultat inom differentialgeometrin som beskriver hur en ytas krökning förhåller sig till ytans Eulerkarakteristik.
Antag att {\displaystyle M} är en tvådimensionell Riemannmångfald med randen {\displaystyle \partial M}, {\displaystyle K} är Gausskrökningen av {\displaystyle M}, samt att {\displaystyle k_{g}} är den geodetiska krökningen av {\displaystyle \partial M}. Då är
{\displaystyle \int _{M}KdA+\int _{\partial M}k_{g}ds=2\pi \chi (M).}
Här är {\displaystyle dA} ett litet ytelement och {\displaystyle ds} ett litet linjesegment. {\displaystyle \chi (M)} betecknar eulerkarakteristiken av {\displaystyle M}.